# Струмин гроб
Струмин гроб (на македонска литературна норма: Струмин гроб) е археологически обект, средновековна гробница, разположена в землището на струмишкото село Баница, на 3 километра западно от Струмица, Северна Македония.
Гробницата е тип мавзолей и е с девет слоя дялан бигор. Гробницата е висока 2,3 m, широка 2,4 m и дълга 4 m.
Предполага се, че гробницата е издигната за турски военачалник от османско време. Това предположение подкрепят археологиечските изследвания от 1983 година, когато са открити останки от ислямски гроб. Според друга версия грибницата е на духовен ислямски водач.